# Pterygogramma acuminata
Pterygogramma acuminata är en stekelart som beskrevs av Perkins 1906. Pterygogramma acuminata ingår i släktet Pterygogramma och familjen hårstrimsteklar. Inga underarter finns listade i Catalogue of Life.